# Collège du Cardinal-Lemoine
Le collège du Cardinal-Lemoine est un « collège » (au sens du XIVe siècle), rattaché à l'université de Paris. Le cardinal Lemoine (1250-1313 en Avignon) fut envoyé à Paris par le pape, en qualité de légat, pour mettre fin aux affrontements entre la France et l'Angleterre.

## Histoire
Le légat commença par fonder la chapelle qu'on appela l'autel des paresseux, proche du chœur dans la nef de Notre-Dame de Paris, et en 1303 il acheta aux Augustins l'emplacement qu'ils avaient occupé et y établit un collège qui fut nommé la maison du cardinal, prévu pour cent boursiers, rue Saint-Victor (un des murs jouxtait le collège des Bons-Enfants-Saint-Victor). Le cardinal mourut en 1313 et fut enterré dans la chapelle du collège. Ses parents augmentèrent par de nouveaux dons les revenus et le nombre des boursiers de ce collège qui fut alors appelé le collège du cardinal Lemoine. 
Un des boursiers établit en mémoire du fondateur une cérémonie annuelle qu'on nomma la solennité du cardinal :
Le 13 janvier de chaque année, un familier du collège jouait le rôle du cardinal. Revêtu des habits de sa dignité, il le représentait à l'église et à table, et recevait gravement les compliments qu'on venait lui adresser. Plus tard, les comédiens de l'hôtel de Bourgogne assistèrent à la célébration de la messe solennelle qui était chantée à l'occasion de cette fête. C'était un tribut de reconnaissance payé par les comédiens à la famille du prélat, qui possédait dans leur salle une loge, longtemps appelée loge du cardinal.
Au temps de la pré-renaissance, le collège du cardinal Lemoine, comme celui d'Harcourt ou de Sainte Barbe ou de Montaigu, avait pour fonction de former les étudiants préparant leur entrée dans la Faculté des Arts qui n'acceptait pas les moines mais à côté des clercs, admettait des laïcs auxquels elle interdisait le mariage. Les étudiants et les maîtres s'y répartissaient en quatre nations (France, Picardie, Normandie, Allemagne). Le collège du cardinal Lemoine recevait surtout les étudiants de la nation picarde.
Les bâtiments furent réaménagés en 1757. En 1790, le collège fut supprimé et devint bien national. Une ordonnance royale du 7 juillet 1824 prescrivit le percement de trois rues sur son emplacement. La rue du Cardinal-Lemoine fut ouverte en 1825.

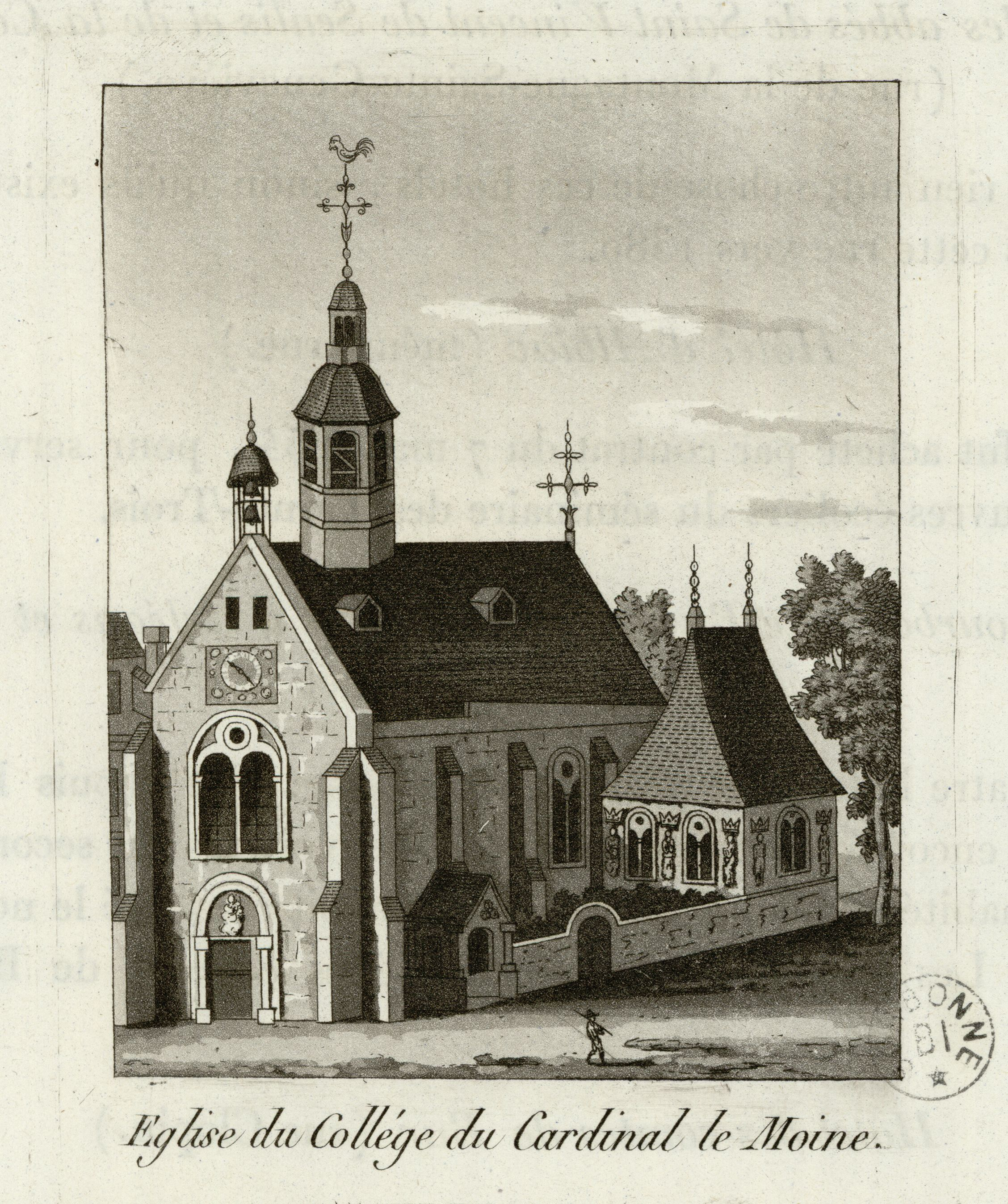
Église du collège du Cardinal Lemoine (Bibliothèque Interuniversitaire de la Sorbonne, NuBIS)

## Professeurs célèbres
- Lefèvre d’Étaples qui rédigea et imprima de nombreux manuels pour ses élèves.
- Charles François Lhomond, auteur du fameux De viris illustribus

## Élèves célèbres
- Guillaume Budé (1467-1540), humaniste
- Charles de Bovelles (1479-1566), philosophe et mathématicien
- Guillaume Farel (1489-1565), réformateur
- Jacques Amyot (1513-1593), prélat
- Edmond Richer (1560-1631), théologien
- André Lefèvre d'Ormesson (1577-1665), homme d'Etat
- Gabriel Naudé (1600-1653), bibliothécaire
- Adrien-Michel-Hyacinthe Blin de Sainmore (1733-1807), poète
- François Andrieux (1759-1833), avocat
- Jean-Lambert Tallien (1767-1820), journaliste, homme politique, conventionnel
- Jean-Guillaume Hyde de Neuville (1776-1857), homme politique